# 大專2012
大專2012是一個關心香港政治的青年組織，由一群支持五區公投的香港大專學生於2010年初創立，其成員有二十多名，來自香港6所大學，包括香港大學、城市大學、理工大學、中文大學、嶺南大學及浸會大學。

## 政治意向
- 主張2012雙普選
- 贊成取消功能組別
- 參與五區公投運動

## 社會活動
- 參選2010年香港立法會地方選區補選
- 參與2010年4月6日中環示威遊行 [2]

### 參與立法會補選
2010年初，因公民黨及社民連議員進行五區總辭變相公投，政府需要為全港地方選區舉行立法會補選。大專2012便藉此機會創立，啟動變相公投機制並避免公社兩黨候選人自動當選，並派出五名年青人參選。該組織強調自己是來自學界並獨立於各政黨，並不是公社兩黨的影子隊伍，然而其參選政綱與公社兩黨甚為相似。事實上，九龍東選區最後只得公民黨及大專2012共兩名正式候選人。
參選期間，由於大專2012的經費有限，故甚少進行宣傳活動。而他們在印製郵遞宣傳單張時，將五名候選人的相片及資料同時印在同一份單張上，因而違規，被選舉事務處拒絕提供免費郵遞。

## 資金來源
參政資金來源，自稱通過facebook網友贊助 及公開募捐 所得。

## 骨幹成員

### 梁永浩
- 香港理工大學學生會會長（2009-2010）
- 香港專上學生聯會常務委員會成員（2009-2010）[來源請求]
- 當時就讀電子計算學系二年級
- 2010年香港立法會港島區補選參選人

### 黎敬輝
- 香港理工大學學生會 外務秘書（2008-2009）
- 香港專上學生聯會代表會中央代表（2008-2009）[來源請求]
- 畢業於工業及系統工程系
- 現職工程師
- 2010年香港立法會九龍東補選參選人

### 黃永志
- 香港中文大學學生會會長（2007-2008）
- 香港專上學生聯會代表會主席（2009-2010）
- 當時就讀政治與行政學系四年級
- 2010年香港立法會九龍西補選參選人

### 周澄
- 香港專上學生聯會秘書長（2009-2010）
- 香港中文大學學生會外務副會長（2008-2009）
- 當時就讀文化研究系三年級
- 2010年香港立法會新界東補選參選人

### 郭永健
- 香港大學學生會會長（2009-10）
- 香港專上學生聯會常務委員會主席（2009-2010）[來源請求]
- 畢業於經濟及金融系
- 現職民間團體項目幹事[來源請求]
- 2010年香港立法會新界西補選參選人

## 外部連結
- 官方網頁
- 大專2012 Wordpress（页面存档备份，存于）